# 걸리시 넘버
《걸리시 넘버》(ガーリッシュナンバー)는 와타리 와타루(원작)☓QP:flapper(캐릭터 원안)에 의한 일본의 미디어 믹스 작품이다. 
TV 애니메이션의 앞 이야기에 해당하는 와타리 와타루가 집필한 소설이 《전격 G's magazine》(KADOKAWA)에서 2016년 3월호부터, 도모토 유우키가 그린 만화가 《전격 G's 코믹》(KADOKAWA)에서 2016년 4월호부터 연재되고 있다. 같은 해 10월부터 12월까지 TV 애니메이션이 방영되었다.

## 줄거리
여대생 카라스마 치토세는 '지루한 일은 하고 싶지 않다'는 생각에서 성우 양성소의 문을 두드려, 이것을 졸업하고 맑아 성우 데뷔를 한다. 그러나 그녀에게 돌아오는 것은 이름도 없는 단역뿐. '이 업계는 이상하다'며 꺼리지 않는 치토세는 성우로서 성공할 수 있을까.

## 등장인물
카라스마 치토세 (烏丸千歳)
목소리 - 센본기 사야카/김성연 (성우)
쿠가야마 야에 (久我山八重)
목소리 - 혼도 카에데/소연 (성우)
카타쿠라 코토 (片倉京)
목소리 - 이시카와 유이/미연
소노 모모카 (苑生百花)
목소리 - 스즈키 에리
시바사키 카즈하 (柴崎万葉)
목소리 - 오오니시 사오리
쿠즈P (九頭P)
목소리 - 나카이 카즈야
카라스마 고조 (烏丸悟浄)
목소리 - 우메하라 유이치로

## 간행 목록

### 소설
- 와타리 와타루(저)・QP:flapper(캐릭터 원안・컬러 일러스트)・야무챠(やむ茶, 흑백 일러스트) 《소설 걸리쉬 넘버》, KADOKAWA〈아스키 미디어 워크스〉
  1. 2016년 7월 26일 발매[2], ISBN 978-4-04-892236-4
  2. 2016년 10월 27일 발매[3], ISBN 978-4-04-892522-8
  3. 2017년 6월 26일 발매[4], ISBN 978-4-04-892992-9

### 만화
- 와타리 와타루(원작)・도모토 유우키(만화)・QP:flapper(캐릭터 원안) 《걸리쉬 넘버》, KADOKAWA〈전격 코믹스 NEXT〉
  1. 2016년 7월 26일 발매[5], ISBN 978-4-04-892242-5
  2. 2016년 12월 17일 발매[6], ISBN 978-4-04-892605-8
  3. 2017년 6월 27일 발매[7], ISBN 978-4-04-892986-8

## TV 애니메이션
2016년 10월부터 12월까지 TBS, 선 TV, BS-TBS에서 방영된다.
한국에서는 애니맥스코리아에서 방영되었다.

### 스태프
- 원작 - Project GN
- 원안 및 시리즈 구성 - 와타리 와타루
- 캐릭터 원안 - QP:flapper
- 감독 - 이바타 쇼타
- 캐릭터 디자인 및 총작화 감독 - 키노시타 스미에
- 미술 감독 - 미네타 요시미
- 미술 설정 - 오오쿠보 슈이치, 토모노 카요코
- 디자인 작업 - 이시카와 마사카즈
- LO감수 - 마스다 켄지
- 색체 설계 - 하야시 유키
- 촬영 감독 - 이토 야스유키
- 편집 - 코지마 토시히코
- 음향 감독 - 모토야마 사토시
- 음악 - 키쿠야 토모키
- 음악 제작 - NBC유니버설 엔터테인먼트 재팬
- 프로듀서 - 타나카 준이치로, 오구라 미츠토시, 타카시마 히로노부, 하야시 토시야스, 아이다 타케시, 아이타니 아츠시, 카네미츠 카즈히로
- 애니메이션 프로듀서 - 아마노 쇼타
- 애니메이션 제작 - 디오미디어
- 제작 - 걸리쉬 넘버 제작위원회

### 주제가
오프닝 테마 「Bloom」
노래 - 걸리시 넘버 [카라스마 치토세 (센본기 사야카), 쿠가야마 야에 (혼도 카에데), 카타쿠라 코토 (이시카와 유이), 소노 모모카 (스즈키 에리), 시바사키 카즈하 (오오니시 사오리)]
엔딩 테마 「지금은 짧으니 꿈꾸어라 소녀 (今は短し夢見よ乙女)」
노래 - 걸리시 넘버 [카라스마 치토세 (센본기 사야카), 쿠가야마 야에 (혼도 카에데), 카타쿠라 코토 (이시카와 유이), 소노 모모카 (스즈키 에리), 시바사키 카즈하 (오오니시 사오리)]

### 각화 리스트
| 화수   | 원어 부제                      | 번역 부제                             | 각본                                     | 그림 콘티                              | 연출                                                      | 작화감독 | 총작화감독                                      | 엔드 카드       |
| ------ | ------------------------------ | ------------------------------------- | ---------------------------------------- | -------------------------------------- | --------------------------------------------------------- | --- | ----------------------------------------------- | --------------- |
| 제1화  | やさぐれ千歳と腐った業界       | 자포자기 치토세와 썩어빠진 업계       | 와타리 와타루                            | 이바타 쇼타 (井畑翔太)                 | 이바타 쇼타 (井畑翔太)                                    | 키노시타 스미에(木野下澄江) 오오무라 마사시(大村将司) 이시카와 마사카즈(石川雅一) | 키노시타 스미에                                 | 이와사키 타카시 |
| 제2화  | 天狗な千歳と声なき悲鳴         | 오만한 치토세와 소리 없는 비명        | 와타리 와타루                            | 이바타 쇼타                            | 토비타 츠요시 (飛田剛)                                    | 니시다 미야코(西田美弥子) 카토 히로마사(加藤弘将) | 키노시타 스미에                                 | 이와사키 타카시 |
| 제3화  | 邪道な千歳と王道展開           | 사악한 치토세와 왕도 전개             | 와타리 와타루                            | 요시다 토오루 (吉田徹)                 | 후지모토 요시타카 (藤本義孝) 고쵸란 아게하 (胡蝶蘭あげは) | 타니구치 시게노리(谷口繁則) 김정남(金正男) 한승희(韓承熙) 안효정(安孝貞) | 키노시타 스미에 이시카와 마사카즈 니시다 미야코 | 이와사키 타카시 |
| 제4화  | イケイケ千歳とゆかいな仲間たち | 의기양양 치토세와 유쾌한 동료들       | 사가라 소우                              | 토미타 히로아키 (富田浩章) 이바타 쇼타 | 오오하시 카즈키 (大橋一輝)                                | 토쿠나가 사야카(徳永さやか) 오오무라 마사시 우에노 타쿠시(上野卓志) 홍범석(洪範錫) YuMinZi Lee Duk Ho Shin Min Seop Shin Hyung Sik Kim Eun Ha Kim Jin Young                                                                             | 키노시타 스미에                                 | 이와사키 타카시 |
| 제5화  | ちょけった千歳とぼこぼこ評価   | 괘사 떠는 치토세와 우둘투둘 평가      | 사가라 소우                              | 카즈이 히로코 (数井浩子)               | 후데사카 아키미 (筆坂明規)                                | 오오타 켄지(大田謙二) 미즈노 타카히로(水野隆宏) LEVEL ZERO | 키노시타 스미에 니시다 미야코 이시카와 마사카즈 | 이와사키 타카시 |
| 제6화  | 浜辺の千歳と通らぬ予算         | 바닷가의 치토세와 맞지 않는 예산      | 와타리 와타루                            | 이바타 쇼타                            | 쿠지 고로 (久慈吾郎) 이바타 쇼타 고쵸란 아게하            | 니시다 미야코 오가와 아카네(小川茜) 토쿠나가 사야카 오오무라 마사시 홍범석 | 키노시타 스미에                                 | 이와사키 타카시 |
| 제7화  | やじうま千歳と授業参観         | 구경꾼 치토세와 수업 참관             | 스가와라 유키에 (菅原雪絵) 와타리 와타루 | 히이로 유키나 (ひいろゆきな)           | 히이로 유키나 이바타 쇼타 코쵸란 아게하                   | 카토 히로마사 오가와 아카네 이주인 이즈로 (伊集院いづろ) j-cube | 키노시타 스미에 이시카와 마사카즈 니시다 미야코 |                 |
| 제8화  | ねぼすけ千歳と湯煙旅情         | 잠꾸러기 치토세와 온천 여정           | 스가와라 유키에 사가라 소우              | 이바타 쇼타                            | 토비타 츠요시                                             | 키노시타 스미에 이시카와 마사카즈 카토 히로마사 토쿠나가 사야카 오가와 아카네 오오무라 마사시 우에노 타쿠시 코레모토 아키라 (是本 晶) 진나이 미호 (陣内美帆) 이시다 케이이치 (石田啓一) 유민지                                          | 키노시타 스미에                                 |                 |
| 제9화  | 焦燥千歳と疾走ルーキー         | 초초한 치토세와 질주하는 루키         | 사가라 소우                              | 야마다 히로유키 (山田浩之)             | 이바타 쇼타 코쵸란 아게하 무라카미 츠토무 (村上勉)        | 아와이 시게노리 (粟井重紀) 이이즈카 요코 (飯塚葉子) 사쿠라이 코노미 (桜井木の実) 사쿠라이 타쿠로 (櫻井拓郎) 타카나미 유타 (高波祐太) 츠카모토 아유무 (塚本歩) 토리야마 후유미 (烏山冬美) 나카 타쿠로 (中 拓郎) 마츠시타 준코 (松下純子) | 키노시타 스미에 이시카와 마사카즈 니시다 미야코 |                 |
| 제10화 | 闇堕ち千歳と失意のクズ         | 어둠에 빠진 치토세와 실의에 빠진 쿠즈 | 사가라 소우                              | 카즈이 히로코                          | 오오하시 카즈키                                           | 이시카와 마사카즈 타마키 신고 오오무라 마사시 카토 히로마사 토쿠나가 사야카 오가와 아카네 모치즈키 슌페이 (望月俊平) 우에노 타쿠시 | 키노시타 스미에                                 |                 |
| 제11화 | 揺れる千歳と決意の悟浄         | 흔들리는 치토세와 고죠의 결심         | 와타리 와타루                            | 요시다 토오루                          | 요시다 토오루                                             | 카토 히로마사 오가와 아카네 모치즈키 슌페이 토쿠나가 사야카 오오무라 마사시 우에노 타쿠시 이시다 케이이치 유민지 | 이시카와 마사카즈 니시다 미야코                 |                 |
| 제12화 | 烏丸千歳と……                   | 카라스마 치토세와……                   | 와타리 와타루                            | 이바타 쇼타                            | 이바타 쇼타                                               | 니시다 미야코 이시카와 마사카즈 카토 히로마사 오가와 아카네 토쿠나가 사야카 모치즈키 슌페이 오오무라 마사시 우에노 타쿠시 | 키노시타 스미에                                 |                 |